# Skyld (film fra 2020)
 For alternative betydninger, se Skyld. (Se også artikler, som begynder med Skyld)
Skyld er en dansk kortfilm fra 2020 instrueret af Emma Sehested Høeg og Magnus Haugaard.

## Handling
Ingen kan mærke en skid mere, og tiden skal jo gå med noget. Så i stedet for at gribe i egen barm, er det nemmere at råbe lidt ad hinanden.

## Medvirkende
- Emma Sehested Høeg
- Magnus Haugaard